# Nati nel 1903/Novembre
| Questa pagina contiene informazioni ricavate automaticamente dalle voci biografiche con l'ausilio del template Bio e di un bot. L'aggiornamento è periodico e automatico e ricostruisce completamente la pagina. Se manca una persona in questa lista, sei pregato di non aggiungerla, ma accertati piuttosto che la sua voce biografica contenga il template Bio e che i dati anagrafici siano correttamente compilati. Se il template Bio manca, inseriscilo tu stesso o, in alternativa, metti l'avviso {{tmp\|Bio}} che ne segnala la mancanza. Se i dati riportati sono sbagliati, correggi direttamente la voce biografica; le modifiche saranno visibili in questa lista entro pochi giorni. Per chiarimenti vedi il progetto biografie. La lista contiene solo le 120 persone che sono citate nell'enciclopedia e per le quali è stato implementato correttamente il template Bio. Pagina aggiornata al 10 ago 2025. |

- 1º novembre - Max Adrian, attore irlandese († 1973)
- 1º novembre - Pasquale De Barbieri, militare e presbitero italiano († 1943)
- 1º novembre - Rinaldo Küfferle, poeta, traduttore e librettista russo († 1955)
- 1º novembre - Väinö Liikkanen, fondista finlandese († 1957)
- 1º novembre - Jean Tardieu, artista, poeta e drammaturgo francese († 1995)
- 1º novembre - Mario Zampi, regista e produttore cinematografico italiano († 1963)
- 2 novembre - Travis Jackson, giocatore di baseball statunitense († 1987)
- 2 novembre - Martino Matronola, abate e vescovo cattolico italiano († 1994)
- 2 novembre - Fabio Pennacchi, generale e medico italiano († 1988)
- 3 novembre - Alfeo Corassori, politico italiano († 1965)
- 3 novembre - Walker Evans, fotografo statunitense († 1975)
- 3 novembre - Kyūya Fukada, alpinista e scrittore giapponese († 1971)
- 3 novembre - Charles Rigoulot, sollevatore francese († 1962)
- 3 novembre - Aristide Sansoni, calciatore italiano
- 4 novembre - Boris Aleksandrovič Arbuzov, chimico sovietico († 1991)
- 4 novembre - Averkij Borisovič Aristov, politico e diplomatico sovietico († 1973)
- 4 novembre - Robert Emerson, botanico statunitense († 1959)
- 5 novembre - Wilhelm Fendt, alpinista tedesco († 1994)
- 5 novembre - H. Warner Munn, scrittore statunitense († 1981)
- 5 novembre - Amedeo Peyron, avvocato e politico italiano († 1965)
- 5 novembre - Guillermo Saavedra, calciatore cileno († 1957)
- 6 novembre - Seymour Lipton, scultore statunitense († 1986)
- 6 novembre - June Marlowe, attrice statunitense († 1984)
- 6 novembre - Domingos Monteiro, avvocato, poeta e scrittore portoghese († 1980)
- 6 novembre - Khalid al-Azm, politico siriano († 1965)
- 7 novembre - Ary Barroso, pianista, compositore e giornalista brasiliano († 1964)
- 7 novembre - Giovanni Ferrantes, scacchista, dirigente sportivo e giornalista italiano († 1995)
- 7 novembre - Dean Jagger, attore statunitense († 1991)
- 7 novembre - Konrad Lorenz, zoologo e etologo austriaco († 1989)
- 8 novembre - Luigi Allemandi, dirigente sportivo, allenatore di calcio e calciatore italiano († 1978)
- 8 novembre - Anton Fredrik Klaveness, armatore norvegese († 1981)
- 8 novembre - Edoardo Mason, missionario e vescovo cattolico italiano († 1989)
- 8 novembre - Alfredo Piani, calciatore italiano († 1980)
- 9 novembre - Jacques Dumesnil, attore francese († 1998)
- 9 novembre - Léon-Étienne Duval, cardinale e arcivescovo cattolico francese († 1996)
- 9 novembre - Ildefons Pauler, religioso austriaco († 1996)
- 9 novembre - Josefina Plá, scrittrice, poetessa e ceramista spagnola († 1999)
- 10 novembre - Rudolf Batz, militare tedesco († 1961)
- 10 novembre - Jacques Dodelier, militare e aviatore francese († 1940)
- 10 novembre - Giuseppe Galluzzi, calciatore e allenatore di calcio italiano († 1973)
- 10 novembre - Lars-Theodor Jonsson, fondista svedese († 1998)
- 10 novembre - Leandro Verì, carabiniere italiano († 1938)
- 11 novembre - Vittorio Moccagatta, militare italiano († 1941)
- 11 novembre - Hermanni Pihlajamäki, lottatore finlandese († 1982)
- 11 novembre - Isaac Bashevis Singer, scrittore e traduttore polacco († 1991)
- 11 novembre - Teófilo Yldefonso, nuotatore filippino († 1942)
- 12 novembre - Jack Oakie, attore statunitense († 1978)
- 13 novembre - Paul Götze, militare tedesco († 1948)
- 13 novembre - Paul Sheriff, scenografo russo († 1960)
- 13 novembre - Virginia Tonelli, partigiana italiana († 1944)
- 14 novembre - Umberto Cornetti, calciatore italiano († 1978)
- 14 novembre - Georg Gehring, lottatore tedesco († 1943)
- 14 novembre - Nicolò Giacchetti, calciatore italiano († 1936)
- 14 novembre - Aleksandr Vasil'evič Kosarev, politico sovietico († 1939)
- 14 novembre - Piero Pilati, calciatore italiano († 1970)
- 15 novembre - Tilly Losch, ballerina, coreografa e attrice austriaca († 1975)
- 15 novembre - Lucien Rebatet, scrittore e giornalista francese († 1972)
- 16 novembre - Thorold Dickinson, regista, sceneggiatore e produttore cinematografico inglese († 1984)
- 16 novembre - Caryl Lincoln, attrice statunitense († 1983)
- 16 novembre - Barbara McLean, montatrice statunitense († 1996)
- 16 novembre - Ėduard Adol'fovič Penclin, regista cinematografico sovietico († 1990)
- 16 novembre - Dumitru Stăniloae, teologo rumeno († 1993)
- 16 novembre - Melchior Wezel, ginnasta svizzero († 1989)
- 17 novembre - Teddy Bowen, calciatore inglese († 1981)
- 17 novembre - Nicolaas Johannes Diederichs, politico sudafricano († 1978)
- 17 novembre - Marie-Louise Giraud, francese († 1943)
- 17 novembre - Lucien Michard, pistard francese († 1985)
- 18 novembre - Roland Anderson, scenografo statunitense († 1989)
- 18 novembre - Clemente Caccianiga, cestista e rugbista a 15 italiano († 1982)
- 18 novembre - Stanislao Ceschi, politico italiano († 1983)
- 18 novembre - Andrea Ferrero, diplomatico italiano († 1996)
- 18 novembre - Raul Jorge, calciatore portoghese
- 19 novembre - Nancy Carroll, attrice statunitense († 1965)
- 19 novembre - Giovanni Grilli, politico italiano († 1978)
- 19 novembre - Asaf Messerer, ballerino e coreografo sovietico († 1992)
- 19 novembre - Fritz Schmidt, politico tedesco († 1943)
- 20 novembre - Anton Bilek, calciatore austriaco († 1991)
- 20 novembre - Lansdell Christie, imprenditore e filantropo statunitense († 1965)
- 20 novembre - Aleksandra Dionis'evna Danilova, ballerina e docente russa († 1997)
- 20 novembre - Leo Menardi, regista e sceneggiatore italiano († 1954)
- 21 novembre - Étienne Lamotte, presbitero, storico delle religioni e orientalista belga († 1983)
- 21 novembre - Michail Nikolaevič Loginov, ingegnere e progettista sovietico († 1940)
- 22 novembre - Giacomo di Gesù, presbitero spagnolo († 1936)
- 22 novembre - Giovanni L'Eltore, politico e chirurgo italiano († 1984)
- 23 novembre - Cornelia Bouman, tennista olandese († 1998)
- 23 novembre - Carlo Cocchia, architetto, urbanista e pittore italiano († 1993)
- 23 novembre - Guglielmo Cudicini, calciatore italiano († 2007)
- 23 novembre - Raffaele D'Aquino, allenatore di calcio e calciatore italiano († 1976)
- 23 novembre - Juan Jover, pilota automobilistico spagnolo († 1960)
- 23 novembre - Luigi Viviani, ingegnere e militare italiano († 1943)
- 24 novembre - Gustavo Le Paige, religioso e archeologo cileno († 1980)
- 25 novembre - John Niemeyer Findlay, filosofo sudafricano († 1987)
- 25 novembre - DeHart Hubbard, lunghista statunitense († 1976)
- 25 novembre - Domenico Locatelli, calciatore italiano († 2013)
- 25 novembre - Issa Aleksandrovič Pliev, generale sovietico († 1979)
- 25 novembre - Milton Steinberg, rabbino, teologo e filosofo statunitense († 1950)
- 26 novembre - Guglielmo Del Bimbo, canottiere italiano († 1973)
- 26 novembre - Alice Herz-Sommer, pianista e supercentenaria ceca († 2014)
- 26 novembre - Hans Jörger, schermidore tedesco
- 27 novembre - Wim Anderiesen, calciatore olandese († 1944)
- 27 novembre - Hans Hinrich, attore, regista e doppiatore tedesco († 1974)
- 27 novembre - John McNally, giocatore di football americano e allenatore di football americano statunitense († 1985)
- 27 novembre - Julien Moineau, ciclista su strada francese († 1980)
- 27 novembre - Lars Onsager, chimico e fisico norvegese († 1976)
- 27 novembre - Francesco Sansone, scultore italiano († 1992)
- 27 novembre - Mona Washbourne, attrice britannica († 1988)
- 28 novembre - Ernesto Cauvin, imprenditore, dirigente sportivo e politico italiano († 1981)
- 28 novembre - Willy Gervin, pistard danese († 1951)
- 28 novembre - George Johnson, generale britannico († 1980)
- 28 novembre - James Howard McGrath, politico statunitense († 1966)
- 28 novembre - Stanisław Prauss, ingegnere polacco († 1997)
- 29 novembre - Gianni Mattioli, collezionista d'arte italiano († 1977)
- 29 novembre - Tavares da Silva, calciatore, allenatore di calcio e giornalista portoghese († 1958)
- 29 novembre - József Wereb, allenatore di calcio e calciatore ungherese († 1975)
- 30 novembre - Claude Arrieu, compositrice francese († 1990)
- 30 novembre - Gian Luigi Centemeri, compositore e organista italiano († 1997)
- 30 novembre - Madame Grès, stilista francese († 1993)
- 30 novembre - Giovanni Mion, calciatore italiano († 1967)
- 30 novembre - Evgenij Petrovič Petrov, scrittore sovietico († 1942)
- 30 novembre - Ernesto Silvani, calciatore italiano († 1931)